# Bankia bipennata
Bankia bipennata är en musselart som först beskrevs av Turton 1819.  Bankia bipennata ingår i släktet Bankia och familjen skeppsmaskar. Inga underarter finns listade i Catalogue of Life.